# Palparellus voeltzkowi
Palparellus voeltzkowi (лат.) — вид сетчатокрылых насекомых из семейства муравьиных львов (Myrmeleontidae). Один из крупнейших видов семейства.

## Описание
Очень крупный муравьиный лев. Длина переднего крыла 65—80 мм, размах крыльев до 15 см. Длина брюшка самцов 69—78 мм, самок 58—62 мм. Голова одноцветная темно-коричневый или темно-красноватая, лоб с двумя слегка приподнятыми килями. Антенны длинные, однотонно красновато-коричневые. Лабиальные щупики короткие, коричневые. Задние крылья немного короче передних, с бледной полосой, простирающейся от птеростигмы, но не доходящей до заднего края. Ноги красновато-коричневые, с длинными чёрными щетинками. Брюшко длинное, кроваво-красное у только отродившихся особей, со временем его цвет изменяется к красновато-коричневому. Эктопрокты самцов очень короткие, с острой вершиной, изогнутые.

## Ареал
Мадагаскар и остров Европа.

## Биология
Время лёта с середины ноября по февраль. Хищник, добычу ловят в полёте. Личинка крупная — активный хищник, сооружает характерные воронкообразные ямки в песчаных почвах, в которые ловят мелких насекомых, закопавшись в песок. При приближении насекомого личинка рывками головы бросает в него несколько песчинок; добыча скатывается на дно воронки и личинка хватает её. Пищеварение у личинок внекишечное. Окукливаются в шелковистом коконе. Куколка свободная.